# Deborah Mayer

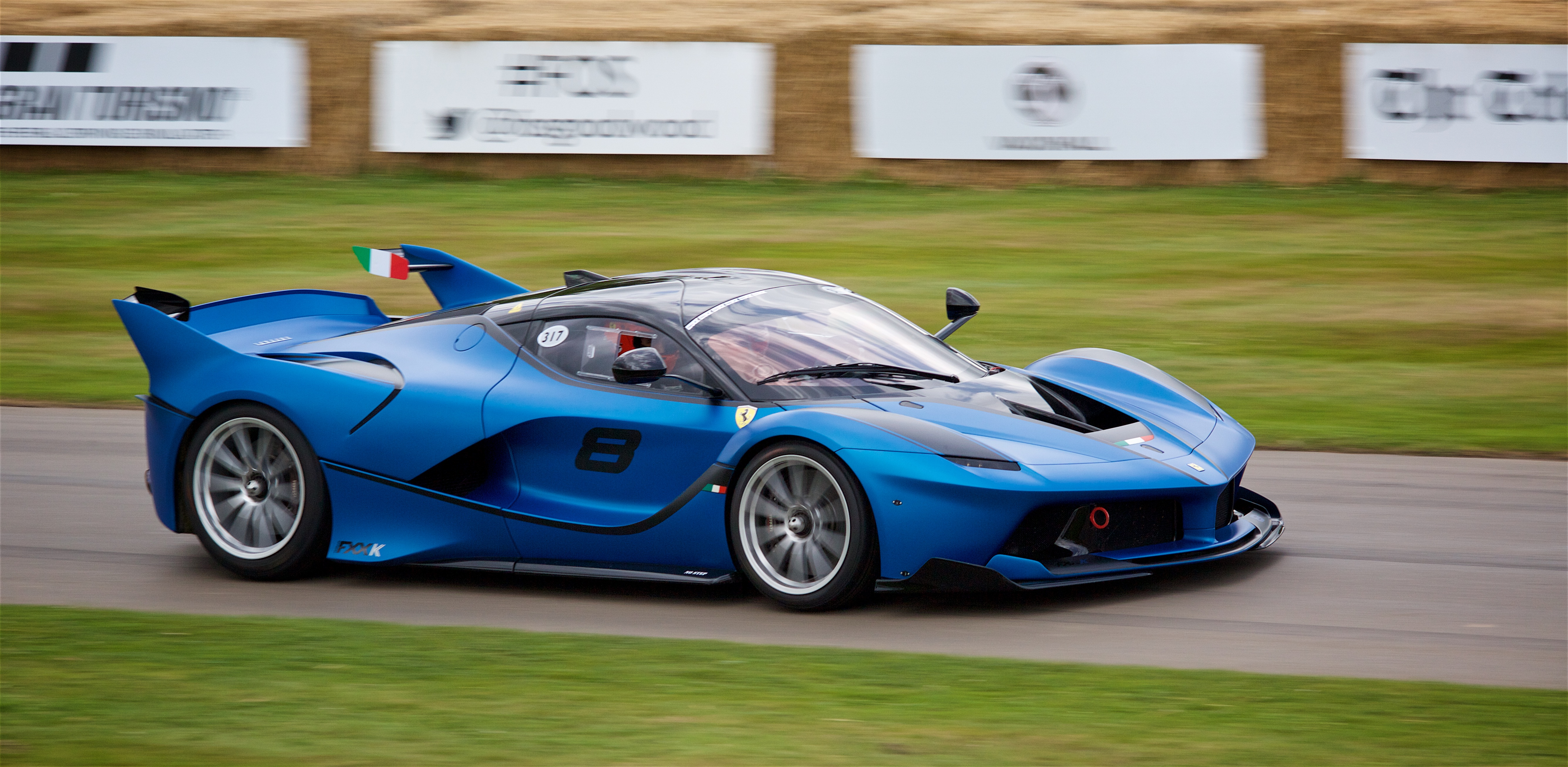
Deborah Mayer im Ferrari FXX K beim Goodwood Festival of Speed 2017

Deborah Mayer (* 11. August 1977 in Frankreich) ist eine französische Autorennfahrerin und Mitgründerin des Iron Dames Motorsport Teams.

## Leben
Autos und Geschwindigkeit begeisterten Deborah Mayer seit ihrer Kindheit in einer Familie, die ihre Liebe zum Motorsport teilte. Mit 18 Jahren machte sie den Führerschein. Die ersten Rennerfahrungen sammelte Deborah Mayer gemeinsam mit ihrem Partner Claudio Schiavoni in einem Rennfahrlehrgang bei der Ferrari Academy „Corso Piloti“, wo beide die Rennlizenz erhielten. Neben ihrer Rennkarriere ist Deborah Mayer im Finanzsektor tätig.

## Karriere
Deborah Mayer begann ihre professionelle Motorsportkarriere in der Ferrari Challenge Europe, einer Serie, die für ihre Wettbewerbsfähigkeit und die Förderung von Talenten bekannt ist. Mit einem Ferrari 458 Challenge EVO startete sie in ihre ersten Rennen. Ihre Leistungen in dieser Serie öffneten ihr die Türen zu größeren und prestigeträchtigeren Wettbewerben.
Im Laufe ihrer Karriere hat Deborah Mayer an zahlreichen GT-Rennen teilgenommen, darunter der GT Le Mans Cup und die European Le Mans Series (ELMS). Hervorzuheben ist ihre Teilnahme an GT3-Rennen mit dem Ferrari 488 GT3 Evo. Mayer ist für ihr Engagement bekannt, Frauen im Motorsport zu fördern. Sie ist Mitbegründerin des Iron Lynx Motorsport Lab und des Iron-Dames-Projekts, das sich zum Ziel gesetzt hat, Frauen im Motorsport zu unterstützen und ihnen eine Plattform zu bieten.
2022 wurde sie zur Präsidentin der FIA-Kommission Frauen im Motorsport ernannt, eine Position, die ihr ermöglicht, ihre Vision von Gleichberechtigung im Motorsport weiter voranzutreiben. In ihrem neuesten Projekt engagiert sie sich im Pferdesport. Auch dort setzt sich das Iron Dames Team für die Förderung junger, talentierter Frauen in einer von Männern dominierten Sportart ein. Das Ziel des Projekts ist es, talentierten Frauen die Chance zu bieten, sich weiterzuentwickeln und auf höchstem Niveau mit den besten Athleten und Athletinnen der Welt erfolgreich zu konkurrieren, unabhängig von ihrem Geschlecht.
Deborah Mayer setzt sich auch in der Zukunft dafür ein, den Motorsport für Frauen zugänglicher zu gestalten und langfristig mehr Chancen für weibliche Fahrerinnen und Technikerinnen zu schaffen. Sie plant weiterhin, aktiv im Motorsport zu bleiben und ihre Vision von einem reinen Frauen-Team in der European Le Mans Series (ELMS) umzusetzen. Mit ihrer Arbeit strebt sie an, mehr Frauen in den Motorsport zu bringen und ihnen dieselben Möglichkeiten zu bieten, die sie selbst erhalten hat. Ihr Ziel ist es, eine nachhaltige Veränderung im Sport zu bewirken, indem sie mehr Ressourcen und Fördermöglichkeiten für Frauen schafft, um den Motorsport inklusiver und vielfältiger zu gestalten. Mayer sieht eine Zukunft, in der Frauen stärker vertreten und anerkannt werden, sowohl auf als auch neben der Rennstrecke.

## Erfolge
| Jahr | Team    | Fahrzeug                  | Rennserie                                | Anzahl Rennen | Platzierung |
| ---- | ------- | ------------------------- | ---------------------------------------- | ------------- | ----------- |
| 2016 | Ferrari | Ferrari 458 Challenge Evo | Ferrari Challenge Europa-Coppa Shell     | 13 Rennen     | Rang 22     |
| 2016 | Ferrari | Ferrari 458 Challenge Evo | Ferrari Challenge Weltfinale-Coppa Shell | 1 Rennen      | Rang 24     |
| 2016 | Ferrari | Ferrari 458 Italia GT3    | 12-Stunden-Rennen von Abu Dhabi          | 1 Rennen      | Rang 3      |
| 2017 | Ferrari | Ferrari 458 Italia GT3    | Blancpain GT Sports Club - Gesamt        | 2 Rennen      |             |
| 2017 | Ferrari | Ferrari 458 Italia GT3    | Michelin Le Mans Cup-GT3                 | 2 Rennen      | Rang 15     |
| 2017 | Ferrari | Ferrari 488 Challenge     | Ferrari Challenge Europa-Coppa Shell     | 5 Rennen      | Rang 21     |
| 2018 | Ferrari | Ferrari 488 GT3           | Blancpain GT Sports Club                 | 2 Rennen      |             |
| 2019 | Ferrari | Ferrari 458               | Ferrari Challenge Weltfinale-Coppa Shell | 1 Rennen      |             |
| 2020 | Ferrari | Ferrari 458 Italia GT33   | Michelin Le Mans Cup - GT3               | 2 Rennen      |             |